# Z-O-M-B-I-E-S
Z-O-M-B-I-E-S is een Amerikaanse musicalfilm uit 2018, die op 16 februari 2018 in première ging in Amerika. Hij was in Nederland voor het eerst te zien op 12 mei 2018. Op 14 februari 2020 ging Zombies 2 in première op Disney Channel.  De film is een vervolg op de Disney Channel Original Movie Zombies 2018.

## Verhaal

### Zombies
Vijftig jaar geleden zorgde een ongeval in de elektriciteitscentrale van Seabrook ervoor dat de helft van de bevolking veranderde in hersenetende zombies. De overige bevolking sloot de zombies op in "Zombieland", afgescheiden van de rest van Seabrook. De regering zorgde later voor armbanden die de zombies hun hunkering naar mensenbreinen deed vergeten.
Zed uit Zombieland wil aan de mensen bewijzen dat zombies anders zijn dan ze denken. Addison helpt hem om aan de mensen te bewijzen dat anders zijn juist goed is en het moet accepteren. Bucky, de neef van Addison, is hoofd cheerleader en populair. Hij probeert aan alle mensen te laten zien hoe zombies zijn, maar dat lijkt niet te lukken na de blunder bij het football kampioenschap finale. Gelukkig kon Addison aan iedereen vertellen dat anders zijn leuk is, ook al zeggen sommige mensen dat het helemaal niet kan. Toch zien ze in dat anders zijn toch z'n voordelen heeft, dat deden Zed, Addison en Zoë het zusje van Zed bij het cheerleader kampioenschap. Het kwam goed en was er vrede tussen mensen en zombies dat ze gingen feesten in het Zombieland, het thuis van de zombies.

### Zombies 2
In de vroegere dagen van Seabrook vochten kolonisten een groep weerwolven af van een maansteen die ze sindsdien ondergronds hebben bewaard. In het heden is de tijd verstreken sinds Seabrook en Zombietown hun verschillen hebben geregeld. Zed is van plan Addison naar het bal te vragen, terwijl Addison werkt om de nieuwe kapitein te worden wanneer Bucky aftrekt om president te worden. Als gevolg van een wegincident veroorzaakt door Zed's verrassing, stort de bus met de cheerleaders in het nabijgelegen verboden bos; Addison en het cheer-team zien de weerwolven en worden gek. Wanneer ze terugkomen in Seabrook, wordt de hele stad gek en herstelt de burgemeester de anti-monsterwetten. Dit betekent met name dat de zombies niet naar het bal kunnen gaan. Zed realiseert zich dat als hij zich kandidaat stelt voor president, hij dingen kan veranderen voor zowel de zombies als de weerwolven.
Ondertussen worden de lokale weerwolven ziek. Ze hebben maansteenkettingen die hen de weerwolfcapaciteiten geven; zonder hen kunnen ze sterven. Deze maanstenen verliezen hun kracht, dus moeten ze de maansteen vinden om hun kettingen op te laden. De profetie stelt dat een meisje met wit haar, de Grote Alfa genoemd, zal laten zien waar deze maansteen is. Ze beginnen te vermoeden dat Addison de Grote Alfa is, dus ze schrijven zich in bij Seabrook High om dichter bij haar te komen, wat Addison met open armen verwelkomt. Omdat de weerwolven zich in Zombietown bevinden, probeert Zed de wolven te verzamelen om hem te helpen de verkiezingen te winnen, maar ze zien niet in wat het is om te veranderen wie ze moeten passen. Bij juichende praktijk doen de weerwolven mee; terwijl Zed en Eliza binnenkomen, vermoeden ze dat Wyatt, een van de weerwolven, iets met Addison heeft, wat Zed jaloers maakt. Addison volgt Zed de gang in en ze krijgen ruzie waardoor ze zich afvragen waar ze echt thuishoren.
De weerwolven brengen uiteindelijk Addison naar hun hol, waar ze haar de profetie vertellen, en Addison is opgewonden om deel uit te maken van iets spectaculairs. De weerwolven geven haar een volledig opgeladen maansteen ketting, die ze hebben bewaard voor de Grote Alpha. Als ze het opdoet en echt een weerwolf is, zal ze veranderen in een; kort daarna vinden Zed, Bree, Eliza en Bonzo Addison in het wolvenhol nadat ze haar hebben gevolgd, denkend dat ze in de problemen zat. Zed probeert Addison van de weerwolven te redden, maar Addison vertelt hem dat ze daar wil zijn en dat ze eindelijk haar roedel heeft gevonden. Zed wordt defensief en zegt dat ze geen monster wil zijn en zegt dat ze de ketting niet moet aantrekken. De weerwolven komen overeen haar een dag te geven om te beslissen. Ze voelen een explosie en er wordt gezegd dat ze de energiecentrale vernietigen die de zombies heeft gemaakt. Addison beseft dat het gebouw wordt gevoed door een mysterieuze energiebron, dus dat moet zijn waar de maansteen is. Als de energiecentrale vernietigd wordt, zal deze de maansteen verpletteren en vernietigen. De volgende dag toont Addison Zed de ketting en vertelt hem dat ze hem gaat aantrekken, en Zed zegt haar dat ze het niet moet doen en discreet neemt als ze niet kijkt. Wanneer Addison de weerwolven vindt, realiseert ze zich dat het ontbreekt, waardoor de wolven teleurgesteld in haar achterblijven. Zed gaat naar zijn presidentiële debat tegen Bucky. Hij wint de mens, maar wanneer de Z-band uitvalt vanwege de maansteen van Addison. Zed wordt een volle zombie en iedereen rent schreeuwend weg, waardoor Zed de verkiezingen verliest.
Ondertussen gaan de weerwolven naar Seabrook Power, waar het alarm onmiddellijk afgaat en de Zombie Patrol en arbeiders, samen met Dale en Zevon. Terwijl Addison en Bree op school praten, horen ze het alarm en beseffen dat ze de weerwolven moeten helpen. De weerwolven worden gearresteerd op de slooplocatie wanneer ze zilvergas vrijgeven, hun enige zwakte. Addison arriveert met de cheerleaders en zombies, die er uiteindelijk mee instemmen het gebouw niet te vernietigen. Ze gaan allemaal naar buiten om te vieren, wanneer Zed aan Addison onthult dat hij de ketting van haar heeft afgenomen. Ze wordt boos op hem en vertelt hem dat ze niet samen naar garnalen moeten gaan en doet de ketting om, maar komt erachter dat ze toch geen weerwolf is. Een van de mannen die de controle hebben over het apparaat dat de sloopshorts bestuurt en ervoor zorgt dat het hele gebouw wordt vernietigd. De weerwolven worden erg ziek en trekken zich terug in hun hol. Zed gaat naar de kuil om hen ziek en stervend te vinden, wanneer hij hen vertelt dat hij trots is dat ze niet veranderen wie ze zijn en ze omhelzen dat ze monsters zijn.
De garnalennacht komt aan en Zed en de rest van de zombies en weerwolven beseffen dat regels bedoeld zijn om te worden gebroken en de garnalen te laten crashen. Iedereen danst en Zed en Addison maken het goed en zingen; de grond begint echter te trillen en splitst zich in de helft met een blauwe gloed uit het gat. De weerwolven realiseren zich dat de maansteen niet is vernietigd en gaan het gat in om het te vinden; de mensen en zombies volgen om te helpen. Ze vinden de maansteen en de weerwolven laden hun kettingen op. Ze proberen dan de maansteen eruit te halen wanneer een enorme kei hun uitgang blokkeert. Zed verwijdert zijn Z-band en gebruikt zijn zombiekracht om het rotsblok op te tillen en de anderen toe te staan de maansteen veilig naar buiten te brengen. Ze gaan allemaal terug naar garnalen en zingen en dansen en hebben plezier, met Zed en Addison die hun eerste kus hebben.
Later valt er 's nachts een blauwe gloeiende rots uit de lucht, wat een blauwe explosie veroorzaakt. Dit zorgt ervoor dat de radio van Addison in paniek raakt; later, na het wakker worden, gloeit haar haar kort blauw.

## Rolverdeling
- Milo Manheim - Zed, zombie en mannelijke hoofdpersoon.
- Meg Donnelly - Addison, mens en vrouwelijke hoofdpersoon.
- Trevor Tordjman - Bucky, de egoïstische neef van Addison.
- Kylee Russell - Eliza, een vriendin van Zed.
- Carla Jeffery - Bree, een meisje dat graag cheerleader wil zijn.
- Kingston Foster - Zoey, het kleine zusje van Zed.
- James Godfrey - Bonzo, een zombie en bevriend met Zed.
- Naomi Snieckus - Mevr. Lee, de rectrix van de middelbare school.
- Jonathan Langdon - Coach van het voetbalteam.
- Paul Hopkins - Dale, de vader van Addison.
- Marie Ward - Missy, moeder van Addison en burgemeester van Seabrook.
- Tony Nappo - Zevon, de vader van Zed and Zoey.
- Emilia McCarthy - Lacey, cheerleader.
- Mickeey Nguyen - Tracey, cheerleader.
- Jasmine Renee Thomas - Stacey, cheerledaer.
- Baby Ariel - Wynter, weerwolf (zombies 2)
- Pearce Joza - Wyatt, weerwolf (zombies 2)
- Chandler Kinney - Willa, weerwolf (zombies 2)

## Liedjes

### Zombies
- Someday
- Someday ballad
- Bamm
- Fired Up 2x
- Stand
- My Year

### Zombies 2
- Flesh & Bone
- We Own the Night
- Call to the Wild
- One for All
- Gotta Find Where I Belong
- We Got This
- I'm Winning
- Someday reprise
- like the zombies do

## Trivia
- Alle zombies hebben een Z in hun naam. De mannelijke hoofdpersoon heet "Zed", wat in veel landen hetzelfde wordt uitgesproken als de losse letter Z.
- Alle weerwolven hebben een W in hun naam.